# James J. Braddock
James Walter Braddock (Nueva York, 7 de junio de 1905 - North Bergen, 29 de noviembre de 1974) fue un boxeador estadounidense que fue campeón mundial de peso pesado entre 1935 y 1937. Su habilidad para ganar peleas en las que él no era favorito, hizo que Damon Runyon lo bautizara como Cinderella Man.

## Biografía
Braddock nació el 7 de junio de 1905 en la calle 48 Oeste del barrio Hell's Kitchen de Manhattan. Se trasladó a North Bergen (Nueva Jersey) a una edad temprana. Fue uno de los siete hijos criados por padres inmigrantes; su madre Elizabeth O'Tool, irlandesa  y su padre Joseph Braddock, anglo-irlandés.
Después de una exitosa carrera como aficionado, Braddock se hizo profesional a los 21 años, peleando en la categoría de semipesados. Tres años después en 1929, sus actuaciones le dieron la oportunidad de pelear por el campeonato, pero perdió por un estrecho margen contra Tommy Loughran por decisión en una pelea a 15 asaltos, Braddock quedó muy deprimido por la derrota y se fracturó gravemente la mano derecha en varios lugares en el proceso. Ésta fue seguida por otra pelea contra Maxie Rosenbloom y con la llegada de la Gran depresión, en los siguientes seis años tuvo que trabajar de estibador para vivir. Debido a las frecuentes lesiones en su mano derecha, Braddock compensó usando su mano izquierda durante su trabajo de estibador, y gradualmente se volvió más fuerte que su derecha.
Braddock se sintió humillado por tener que aceptar el dinero de la ayuda del gobierno, pero se inspiró en el Movimiento del Trabajador Católico, una organización cristiana de justicia social fundada por Dorothy Day y Peter Maurin en 1933 para ayudar a las personas sin hogar y hambrientas. Tras su reaparición en el boxeo, Braddock devolvió el dinero de la ayuda social que había recibido e hizo frecuentes donaciones a varias Casas del Trabajador Católico, y alimentó a personas sin hogar invitándolas a comer con su familia.
En 1934, Braddock tuvo un combate con el muy promocionado John «Corn» Griffin. Aunque Braddock pretendía ser simplemente un trampolín en la carrera de Griffin, noqueó al «Ciclón de Ozark» en el tercer asalto. A continuación, Braddock se enfrentó a John Henry Lewis, futuro campeón de los pesos semipesados. Ganó en uno de los combates más importantes de su carrera. El 22 de marzo de 1935, tras derrotar a Art Lasky, otro competidor de peso pesado de gran prestigio, al que rompió la nariz durante el combate, Braddock consiguió un combate por el título contra el  Campeón del Mundo de los Pesos Pesados, Max Baer.
Braddock, considerado poco más que un boxeador novato, fue elegido por los responsables de Baer porque lo consideraban un pago fácil para el campeón, a pesar de sus impresionantes victorias recientes. En cambio, el 13 de junio de 1935, en el Madison Square Garden Bowl, Braddock ganó el Campeonato del Mundo de los Pesos Pesados con una desventaja de 10 a 1 en lo que se denominó «la mayor sorpresa desde la derrota de John L. Sullivan a manos de Jim Corbett».
Durante el combate, un tenaz Braddock recibió algunos fuertes golpes del campeón, más joven y poderoso (29 años frente a los 26 de Baer), pero Braddock siguió golpeando, desgastando a Baer, que parecía perplejo ante la capacidad de Braddock para encajar golpes. Al final, los jueces dieron el título a Braddock por decisión unánime.
La primera defensa del título de Braddock iba a ser contra el alemán Max Schmeling el 3 de junio de 1937, en el Madison Square Garden Bowl. Sin embargo, Braddock renunció al combate en favor de una pelea con Joe Louis en Chicago. Braddock argumentó que sólo habría recibido una bolsa de 25.000 dólares contra Schmeling, en comparación con los 250.000 dólares contra la estrella en ascenso Louis. También existía la preocupación de que si Schmeling ganaba, el gobierno nazi negaría a los púgiles estadounidenses la oportunidad de luchar por el título. Por último, los comentaristas estadounidenses habían expresado su oposición a la pelea a la luz de las conexiones entre Schmeling y Adolf Hitler, con quien se había asociado al púgil alemán tras su anterior victoria sobre Louis. En su única defensa del título, Braddock perdió ante Louis en el octavo asalto por KO, el único de su carrera. 
Braddock y Louis se vieron con frecuencia a lo largo de los años, y el Bombardero Marrón siempre le saludaba de la misma manera: «Hola, campeón». Como escribió Jeremy Schaap, «[Louis] luchó contra ocho campeones mundiales de los pesos pesados, más que ningún otro púgil de la historia, pero nunca llamó “campeón” a nadie que no fuera Jim Braddock». Por otra parte, poco después de ganar el título, Louis fue citado diciendo: «No quiero que me llamen campeón hasta que azote a Max Schmeling». Siete meses después de la pelea, Braddock tuvo su siguiente combate con Tommy Farr y ganó en el que resultó ser su último combate. 
Tras su muerte en 1974, a la edad de 69 años, James J. Braddock fue enterrado en el cementerio Mount Carmel de Tenafly (Nueva Jersey). En 2001 ingresó en el Salón Internacional de la Fama del Boxeo. El parque James J. Braddock North Hudson County Park de North Bergen, Nueva Jersey, lleva su nombre. El 16 de septiembre de 2008, se erigió una estatua de bronce de Braddock de 3 metros y 1.500 kilos en el parque que lleva su nombre, no lejos de donde vivió y entrenó. La estatua fue creada por el escultor de renombre internacional Zenos Frudakis.

## Película Biográfica
La película biográfica Cinderella Man, de 2005, narra la historia de Braddock. Dirigida por Ron Howard, está protagonizada por Russell Crowe en el papel de Braddock y Renée Zellweger como su esposa, Mae. La película tuvo un presupuesto estimado de 88 millones de dólares y recaudó 108,5 millones en todo el mundo. La interpretación de Crowe le valió una nominación al Globo de Oro al Mejor Actor. Paul Giamatti, en el papel de Joe Gould, representante de Braddock, fue nominado al Oscar al mejor actor de reparto. El papel de la vecina Sara Wilson fue interpretado por Rosemarie DeWitt, nieta de Braddock en la vida real. La película recibió críticas mayoritariamente positivas.